# 철도 시뮬레이션 게임
철도(기차) 시뮬레이션 게임은 시뮬레이션 게임의 장르 중 하나로 철도 차량(기차)를 운전하는 게임이다. 대표적인 게임으로 BVE Trainsim, 마이크로소프트 트레인 시뮬레이터, 전차로 GO, hmmsim 등이 있다.

## 대표적인 게임 목록

### 트레인 시뮬레이터 시리즈

#### 트레인 시뮬레이터
트레인 시뮬레이터는 쿠주엔터테인먼트사가 제작하고 마이크로소프트에서 발매한 게임으로, 2001년 7월에 발매되었다. 특징으로는 정교한 열차 구현과, 다른 게임에 비해 현실적인 것이다.
그러나 이후 마이크로소프트는 자금 사정으로 트레인 시뮬레이터 개발을 중지했고, Kuju Studio에서 레일 시뮬레이터를 개발한다고 발표한 뒤 Railworks 3: Train simulator 2012가 출시되었으며 2012년에는 Train simulator 2013 버전이 출시되었다. (이전 버전은 MSTS, Railworks 2라고 불린다) 현재는 Railsimulator.com에서 개발 중이며 고사양에 속하는 게임이다. 노선마다 그래픽의 구현이 다르기 때문에 안정적으로 하기 위해선 상당히 우수한 PC여야 한다.

### BVE Trainsim 시리즈
BVE Trainsim은 프리웨어 철도운전 시뮬레이션 게임이다. Mackoy란 별명을 쓰고 있는 대학원생 고지마 다카시가 제작한 철도 운전 시뮬레이션 게임으로, 윈도우 98, 윈도우 미, 윈도우 2000, 윈도우 XP, 윈도우 7, 8, 8.1, 10에서 실행가능하다. 또한 버추얼 PC나 와인 같은 윈도 에뮬레이터를 통해서 다른 운영체제에서도 실행가능하다. BVE 버전 2에선 다이렉트X와 함께 비주얼 베이직 6.0 런타임이 필요하고, 그 다음에 나온 BVE4부터는 마이크로소프트 닷넷 프레임워크 또한 설치되어 있어야 한다. 문법에 의해 선로, 사물, 차량, 그리고 소리를 직접 만들어 자신만의 루트를 제작할 수 있다.

#### openBVE
BVE와 비슷한 게임류이다. 대개 BVE2, 4용 데이터와 호환되는 경우가 많으며, Windows XP, Vista, 7 이상에서 구동된다. 마이크로소프트 닷넷 프레임워크 4와 OpenAl을 필수로 설치해야 하며, BVE와 동일하게 선로, 사물, 차량, 소리들을 직접 만들어서 자신만의 루트를 제작할 수 있다. 또 인터넷 웹상에서 루트를 다운로드 받을 수 있다. 이 역시 프리웨어이며, 최신판은 2020년 6월 1일에 업데이트된 1.7.1.6이다. BVE Trainsim 시리즈에서는 구현되지 않았던 외부시점, 출입문 개폐 등 역시 가능하다.

### 전차로 GO!시리즈
전차로 GO!는 일본의 다이토사가 개발한 철도 시뮬레이터 게임이다. 1996년, 아케이드 버전으로 첫 선을 보인 이후 플레이스테이션, 플레이스테이션 2, GBA, 닌텐도DS, Wii, PC 등 다양한 기종에서 발매를 했다.
게임 속에 나오는 노선과 열차는 일본 전역에 설치된 철로와 운행하는 기차를 포함하고 있고, 지금까지 나온 대부분의 시리즈가 JR 노선을 다루고 있다. PC 버전도 일본의 게임 개발사인 언바란스에서 시리즈 제목 뒤에 "윈도판"이라는 이름으로 이식되어 발매되곤 했다.
대부분의 시리즈가 일본 외에서는 판매를 하지 않아서 게임 언어는 모두 일본어로만 제공하고, 파이널을 끝으로 같은 기종에서는 더 이상 개발을 하지 않고, 새 기종이 나올 때마다 새 시리즈를 개발한다.

### Hmmsim
iOS, 안드로이드에서 호환되는 Hmmsim은 BVE 노선을 모바일에서도 실행시켜 보자는 의지로 시작되었다. 처음에는 모바일 게임의 명칭이 BVE to Android이었다. 다른 명칭이 HmmBVE이고 Hmmsim은 Windows에 호환되는 버전이었으나, 당시 Hmmsim 계획이 폐기되면서 모바일 버전의 명칭이 'Hmmsim'으로 바뀐 것이다. 2014년 Hmmsim이, 2015년 Hmmsim 2가 출시되었는데 두 버전 모두 BVE 루트(데이터)를 컨버팅해서 플레이할 수 있으며, 프레임 역시 높이 나온다. 그러나 Hmmsim 1의 경우 BVE 2, 4와 비슷하게 외부시점 지원이 되지 않지만, Hmmsim 2의 경우 외부시점 및 출입문 개폐가 지원된다.

## 같이 보기
- 비행 시뮬레이션